# Blackmagic Design
Blackmagic Design Pty Ltd je australská společnost, která vyrábí videotechniku. Byla založena v roce 2001 Grantem Pettym, který je dodnes jejím výkonným ředitelem. Blackmagic vyrábí zařízení pro záznam, konverzi, stříhání a vysílání videa. Sídlí v australském Melbourne, ale pobočky má v Evropě, Asii a Severní Americe. V posledních několika letech koupila firmy da Vinci Systems, Cintel, Echolab a Teranex, všechny zaměřené na vývoj profesionální techniky pro zpracování filmu a videa.

## Produkty

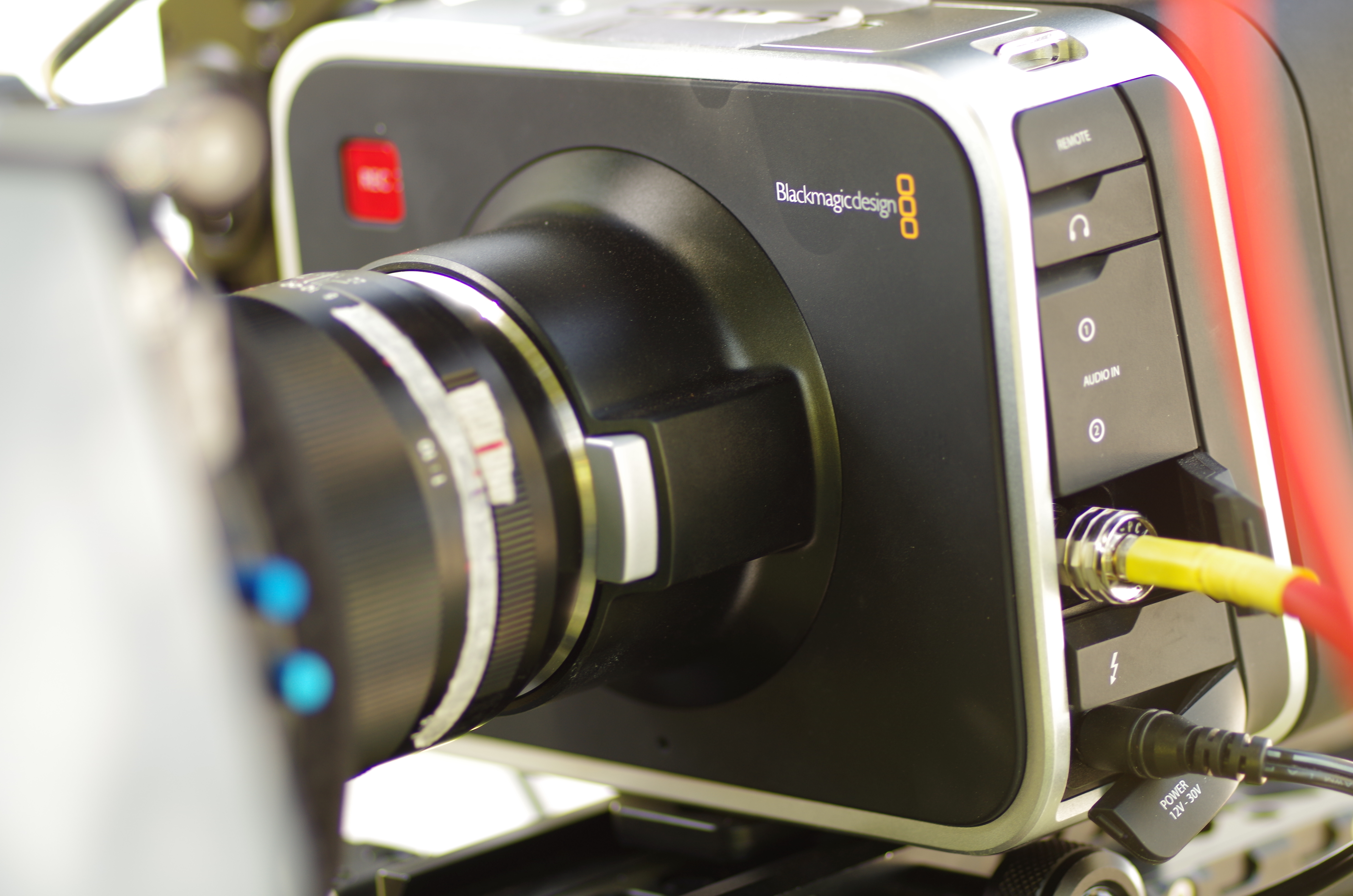
Blackmagic Cinema Camera

Blackmagic vyrábí přepínače (switchery), diskové konvertory, zachytávací hardware v podobě PCIe karet či přes Thunderbolt, softwarová i hardwarová řešení pro zpracování, konverzi, editaci, střih videa. Její vlajkovou lodí je ale vlastní řada videokamer.

### Modely Cinema

#### Cinema Camera
Na NAB Show 2012 společnost představila kameru Blackmagic Cinema. Je k dispozici s bajonety Canon EF, MFT a Arri PL. Kamera má rozměry 12,4 cm × 16,5 cm × 11,3 cm a váží 1,5 kg. Disponuje senzorem s rozlišením 2,5K (2 432 × 1 366), tedy s určitými možnostmi manipulace obrazu pro výstup 1080p nebo 2K. Nahrávat dokáže rychlostí 23,98; 24; 25; 29,97 a 30 fps progresivně. Obrazová data nahrává na běžnou 2,5" vyjmutelný solid-state drive (buď RAW nebo ztrátové formáty Apple ProRes či Avid DNxHD) a podporuje i uživatelem zadaná metadata. Vyjmá pár tlačítek se ovládá přes 5palcový dotykový displej, k dispozici je i dálkové ovládání. Zvuk nahrává 48 kHz mono, mezi výstupy nechybí HDMI. Má vysokorychlostní rozhraní Thunderbolt, s rychlostí 3 Gb/s. Kamera je vyráběna pro vyměnitelné objektivy s bajonetem EF/ZE nebo Micro Four Third (MFT). Její hlavní devizou je ale velmi citlivý senzor s barevným rozlišením 48 bitů na pixel, který zvládne dynamický rozsah 13 clonových čísel. Při ceně kolem 3 000 amerických dolarů to z ní činí zajímavou alternativu profesionálních DSLR a (při výhodách digitálního snímání) dokonce alternativu točení na klasický filmový materiál.

#### Pocket Cinema Camera
Pocket Cinema Camera z roku 2013 je zmenšenou verzí (128 × 66 × 38 mm, 355 g) již velmi kompaktní kamery Blackmagic Cinema Camera. Velikost senzoru se zmenšila na velikost Super 16 (12,52 mm × 7,41 mm), rozlišení ale spadlo na Full HD (1920 × 1080), úhlopříčka dotykového displeje klesla na 3,5", jeho rozlišení a zůstal stejně jako dynamický rozsah – 13 clonových čísel. Místo SSD disku jako úložiště fungují karty SDHC/SDXC. Podporovány jsou jen vyměnitelné objektivy MFT. Všechno ostatní, co se týká produkčního toku u kamer Blackmagic, ale zůstalo.
Blackmagic Pocket Cinema Camera 4K byla představena v dubnu 2018. Tento model je vybaven obrazových snímačem s nativním rozlišením 4096 × 2160, 13 clonovými čísly dynamického rozsahu, plochou 18,96 x 10 mm a režimem duální nativní citlivosti. Přístroj dále nabízí bajonet MFT, 5” dotykový monitor, záznam do 10bitových formátů ProRes nebo akvizici 12bitových RAW dat, 3D LUT korekce, čtyři integrované mikrofony, audio vstup s konektorem Mini XLR a fantomovým napájením, dálkové ovládání pomocí technologie Bluetooth, HDMI výstup pro monitoring.
Blackmagic Pocket Cinema Camera 6K (2019) vycházející z velice populárního 4K modelu nabízí 6K HDR snímač velikosti Super 35 s rozlišením 6144 x 3456, 13 clonových čísel dynamického rozsahu, bajonet objektivů EF a duální nativní citlivost. Bajonet EF zaručuje kompatibilitu s velkým množstvím filmových i fotografických objektivů značek Canon, Zeiss, Sigma nebo Schneider. 6K varianta zaznamenává 6144 × 3456 16:9 video rychlostí až 50 snímků/s, resp. 6144 x 2560 2.4:1 a 5744 x 3024 17:9 při 60 fps. Vyšší snímkové frekvence lze použít v režimu výřezu snímače: až 120 fps v módu 2,8K (2868 × 1512), 17:9. Kamera je vybavena čtvrtou generací algoritmů Blackmagic pro zpracování obrazu.
Blackmagic Pocket Cinema Camera 6K Pro je model z roku 2021. Tento model obsahuje další profesionální funkce, jako jsou integrované neutrální šedé filtry (ND 2, 4 a 6), polohovatelný HDR LCD displej s jasem 1500 cd/m2 použitelný i za slunečního světla, dvojici audio vstupů s Mini XLR konektory a napájení pomocí akumulátoru typu NP-F570. Algoritmy „Generation 5 Color Science“ pro zpracování dat z obrazového snímače zaručují skvělou obrazovou kvalitu.

#### Micro Cinema Camera
Společnost Blackmagic Design oznámila v roce 2015 Blackmagic Micro Cinema Camera, miniaturní profesionální digitální filmovou kameru se snímačem velikosti Super 16 (12,52 mm × 7,41 mm) a rozlišením Full HD. Unikátní vlastností této kamery je zabudovaný port zpřístupňující nastavení kamery systémům přijímačů dálkového ovládání leteckých modelů. Tento port obsahuje připojení PWM a S.Bus.

### Modely Production

#### Production 4K
V roce 2013 společnost představila kameru Blackmagic Production Camera 4K, digitální filmovou kameru s rozlišením 4K, s 12 clonovými čísly dynamického rozsahu a snímačem velikosti Super 35 s globální závěrkou, v kombinaci s bajonetem Canon EF. Blackmagic Production Camera 4K snímá do vysoce kvalitních komprimovaných souborů CinemaDNG RAW a ProRes 422 (HQ) v rozlišení 4K. Podporuje také připojení videa 6G-SDI, takže ji lze použít při produkci live videa.

### Modely Studio
Modely Studio jsou navrženy především kompaktně, ale i přes to, se svými funkcemi podobají velkým studiovým kamerám.
Snímač se širokým dynamickým rozsahem 13 EV a pokročilým zpracováním barev, konkrétně Gen 5 color science a citlivost od -12 dB (100 ISO) as po +36 dB (25 600 ISO) umožňují produkovat kvalitní obraz s filmovým vzhledem i přes nepříznivé světelné podmínky.

#### Studio Camera
První model Blackmagic Studio Camera byl společností představen v roce 2014 na události NAB (National Association of Broadcasters) v Las Vegas. Jeho klíčovým rysem byl velký hledáček s jasným 10palcovým Full HD LCD a také podpora pro různé objektivy díky aktivnímu objektivovému bajonetu typu Micro Four Thirds (Micro 4/3). Díky adaptérům od třetích stran je kompatibilní i s jinými bajonety, například bajonetem pro televizní objektiv typu B4 (a jiných).
Kamera byla dostupná ve dvou verzích. Jako první byl představen model HD, s maximálním rozlišením 1920×1080, jeho cena začínala na 1995 dolarech. V červnu téhož roku byl představen model s maximálním rozlišením 3840×2160 (4K) a řadou dalších technických inovací.

#### Micro Studio Camera 4K
O rok později, v roce 2015, byl představen model Micro Studio Camera 4K, který je kompaktnější verzí standardní studiové kamery. Disponuje ovšem také všemi jejími vlastnostmi tzn. bajonetem typu MET, 4K snímačem obrazu s ještě lepší redukcí šumu oproti předchozímu modelu, i rozhraním 12G-SDI umožňujícím přenos videí v HD a UHD až do 2160p60. Je tedy ideálním řešením v situacích, kde není dostatek prostoru pro standardní filmové kamery.

#### Blackmagic Studio Camera 4K Pro
Model Blackmagic Studio Camera 4K Pro byl představen v roce 2021, který nabídl několik vylepšení, včetně interního záznamu do formátu Blackmagic RAW.

#### Blackmagic Studio Camera 6K
V únoru roku 2023 byl představen nejnovější model, který přinesl zejména nový snímač ve velikosti 6K, dále bajonet typu EF (Electro Focus) a zabudované ND filtry, konkrétně ND4, ND16 a ND64, které se dají ovládat na dálku.

#### Technické specifikace modelů Blackmagic Studio Camera
Nyní jsou na trhu dostupné tři modely této kamery, a to:
- Blackmagic Studio Camera 4K Plus
- Blackmagic Studio Camera 4K Pro
- Blackmagic Studio Camera 6K Pro.2[19]

Všechny z jmenovaných mají snímač o velikosti 23,10 mm × 12,99 mm (Super 35), který disponuje citlovostí (ISO) až 25 600, a proto jsou schopny zachovat stejnou kvalitu obrazu a celý dynamický rozsah i ve tmě nebo při nedostatku světla. Všechny tyto kamery jsou vyrobeny z polykarbonátu, který je navíc zpevněn uhlíkovými vlákny. Takže i když je materiál mimořádně silný, tak i navzdory tomu jsou kamery velice lehké, což usnadňuje jejich manipulaci. Kamery mají možnosti připojení jak přes HDMI tak přes SDI, které mimo jiné zahrnuje i talkback umožňující komunikaci mezi kameramanem a režisérem reálném čase, během vysílání. Všechny modely mají klasické 3,5mm konektory na sluchátka, modely Pro mají navíc standardní spinový XLR konektor, který umožňuje připojení profesionálního headsetu. Modely Blackmagic StudioCamera 4K Pro G2 a 6K Pro dále díky funkci živého streamování umožňují generovat H.264 HD (720р) video a prakticky odkudkoliv jej přenášet zpět do studia přes internet. Lze je připojit i k internetu pomocí vestavěného Ethernetového připojení (konkrétně 10GBASE-T Ethernet – přenosová rychlost 10 Gbit/s) nebo pomocí telefonu s podporou 4G nebo 5G přes port USB-C.

## Software
Poté, co Blackmagic Design koupila firmu daVinci Systems, převzala jejich vlajkový produkt – střihový program daVinci Resolve. S vydáním verze 16.2 se firma rozhodla, že tento program nabídne v základní verzi zdarma ke stažení, přičemž k němu nabídne placenou verzi Resolve Studio s několika rozšířeními a funkcemi navíc. Jiným softwarovým produktem je Fusion Studio, zaobírající se vizuálními efekty, který částečně integrovala do daVinci Resolve jako jednu z jeho součástí na postprodukci.

## Pobočky společnosti

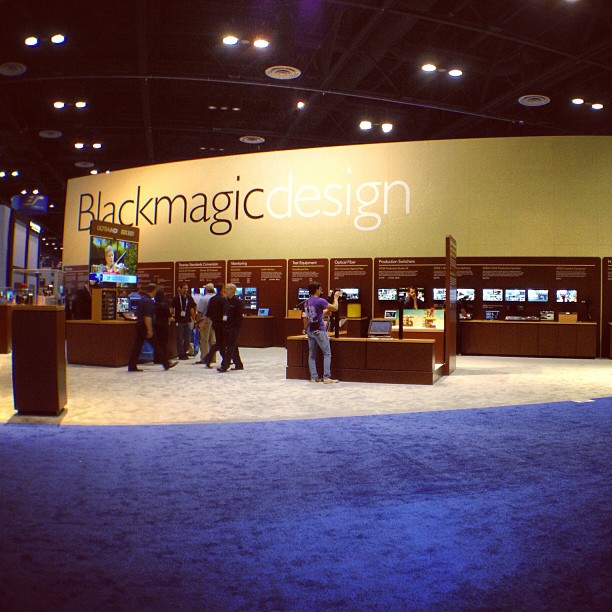
Stánek firmy Blackmagic Design na infocomm13

- Melbourne, Austrálie
- Fremont, Kalifornie
- Los Angeles, Kalifornie
- Manchester, Spojené království
- Amsterdam, Nizozemsko
- Singapur
- Peking, Čínská lidová republika
- Tokio, Japonsko
- Ósaka, Japonsko[20]